# Mama ŠČ!
«Mama ŠČ!» (з хорв. Мама Щ!) — пісня хорватського рок-гурту Let 3, випущена 20 січня 2023 року. Пісня представляла Хорватію на Пісенному конкурсі Євробачення 2023 після перемоги на національному відборі Хорватії на Євробачення «Dora 2023».

## Історія створення
В інтерв'ю «Jutarnji list» гурт повідомив, що назва пісні була натхненна «першою літерою найдавнішого алфавіту в світі», посилаючись на кириличну букву «Щ». Пісня, за словами гурту, є антивоєнною. В інтерв'ю група повідомила, що після повного Армагеддону на Землю приземлиться ракета з літерами «ŠČ». Також стверджував, що «ŠČ» також може означати звук, який хтось видає під час оргазму, або звук, який хтось видає під час медитації.
В інших інтерв'ю хорватському новинному сайту «Pressing» гурт стверджував, що ця пісня є метафорою російської федерації. Гурт стверджує, що в пісні вони висміюють диктаторів за те, що вони «дитячі», з наголосом на російського президента Володимира Путіна та його рішення розпочати російське вторгнення в Україну в 2022 році.
За словами політичного психолога Хрвоє Цвіяновича, «трактор», який неодноразово згадується в пісні, є символом білоруського президента Олександра Лукашенка, який подарував трактор Путіну на його 70-річчя.[7] Пісня критикує обох лідерів, називаючи їх «психопатами», хоча й не прямо, а тільки натяками, оскільки виконавцям заборонено просувати політичні меседжі на пісенному конкурсі Євробачення.

## Текст
| Оригінальний текст (хорватською) | Переклад українською |
| --- | --- |
| Mama kupila traktora, šč Mama kupila traktora Trajna-nina, armagedon, nona, šč Mama kupila traktora, šč Mama kupila traktora Trajna-nina, armagedon, nona Traktora Mama ljubila morona, šč Mama ljubila morona Trajna-nina, armagedon, nona Mama, mama, mama, ja se idem igrat Mama, idem u rat Onaj mali psihopat, rr-rat, rat Mali, podli psihopat, rr-rat, rat Krokodilski psihopat, rr-rat, rat Mama, idem u rat Traktora Mama ljubila morona, šč Mama ljubila morona Trajna-nina, armagedon, nona Onaj mali psihopat Mali, podli psihopat, rat, rat Krokodilski psihopat Mama, idemo u rat Onaj mali psihopat Mali, podli psihopat, rat, rat Krokodilski psihopat Mama, idem u rat Mama, mama, mama Onaj mali psihopat Mali, podli psihopat, rat, rat Krokodilski psihopat Mama, idem u rat Šč | Мама купила трактор, щ! Мама купила трактор. Трайна-ніна, армагедон, ненька, щ! Мама купила трактор, щ! Мама купила трактор. Трайна-ніна, армагедон, ненька, Трактор. Мама любила дебіла! щ! Мама любила дебіла. Трейна-ніна, армагедон, нянька. Мама, мама, мама, я піду грати. Мамо, я йду на війну. Цей маленький психопат, війна, війна. Маленький підлий психопат, війна, війна Крокодильський психопат. Мамо, йду на війну. Трактор. Мама любила дебіла, щ! Мама любила дебіла. Трейна-ніна, армагедон, ненька. Цей маленький психопат Підлий маленький психопат, війна, війна. Крокодильський психопат. Мамо, йдемо на війну. Цей маленький психопат Підлий маленький психопат, війна, війна. Крокодильський психопат. Мамо, йду на війну. Мама, мама, мама. Цей маленький психопат Підлий маленький психопат, війна, війна. Крокодильський психопат. Мамо, йду на війну. Щ. |

## Пісенний конкурс Євробачення

### Dora 2023
«Dora 2023» став двадцять четвертим хорватським національним відбором Dora, на якому обирають представника Хорватії для участі в пісенному конкурсі Євробачення. Конкурс складався з вісімнадцяти пісень, які замагалися в одному фіналі 11 лютого 2023 року.

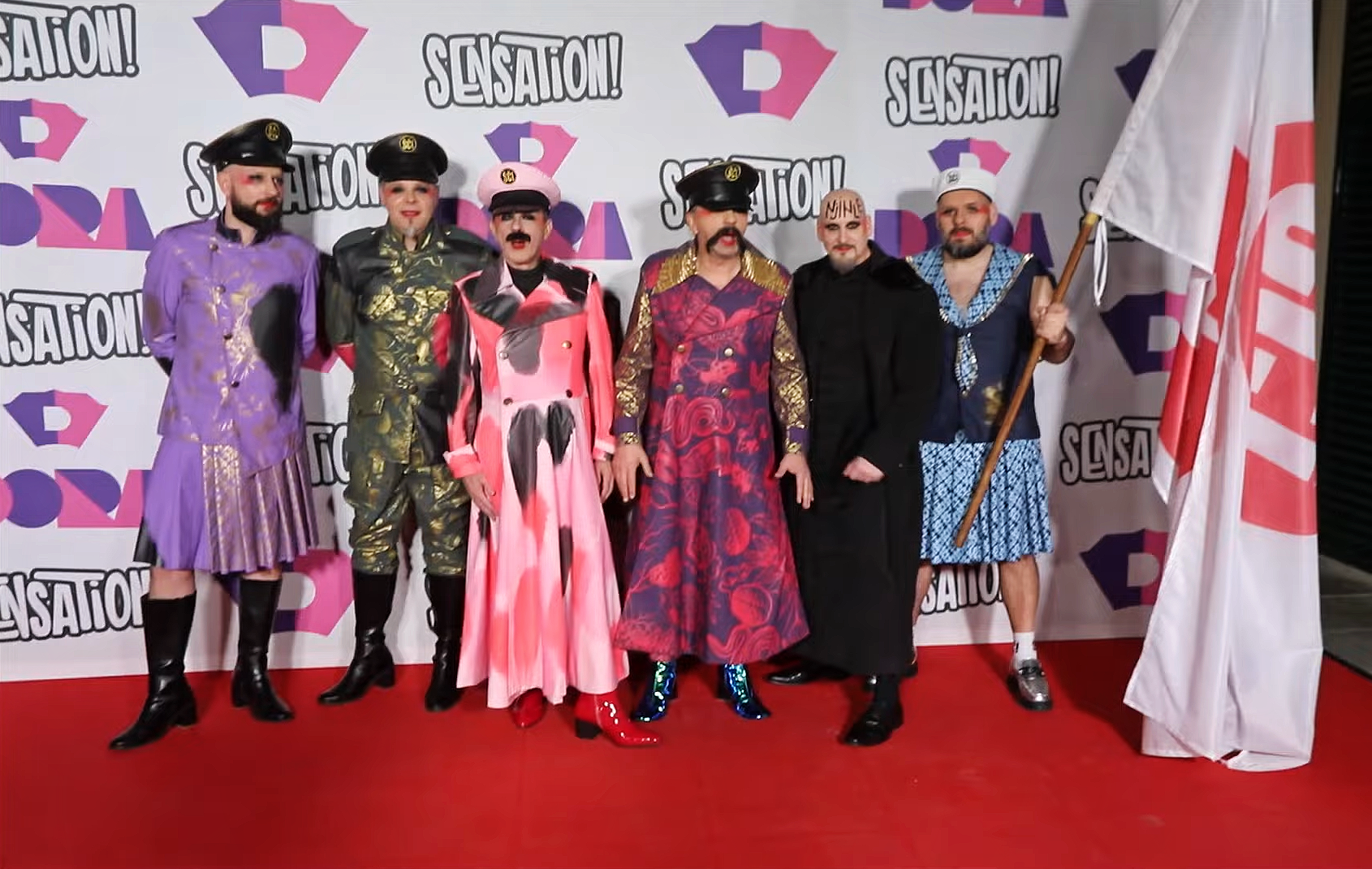
Let 3 на «Dora 2023»

Хорватські ЗМІ вважали цю пісню фаворитом публіки на перемогу на Dora 2023. Під час свого живого виступу гурт був одягнений у стереотипну військову форму, а один із учасників одягався як Володимир Ленін, тримаючи дві ракети. У всіх учасників гурту були відбитки троянд на сідницях. Під кінець голосування виявилося, що «Mama ŠČ!» виграла конкурс, заслуживши хорватське місце на пісенному конкурсі Євробачення 2023. Після перемоги на Dora, Let 3 оголосили, що вони можуть поїхати до Ліверпуля на екологічно прийнятному тракторі «з кермом з іншого боку», оскільки вони їдуть до Сполученого Королівства.

### На євробаченні
Згідно з правилами Євробачення, всі країни, за винятком країни-господарки та «Великої п'ятірки» (Франція, Німеччина, Італія, Іспанія, Велика Британія), боротися за участь у фіналі в одному з двох півфіналів. Десять кращих країн з кожного півфіналу проходять до фіналу. 31 січня 2023 року відбулося жеребкування, яке розмістило кожну країну в одному з двох півфіналів і визначило, у якій половині шоу вони виступатимуть. Хорватія потрапила до першого півфіналу, який відбудеться 9 травня 2023 року, і виступила в першій половині шоу.
За кілька місяців до пісенного конкурсу Євробачення 2023, «Wiwibloggs», фан-сайт Євробачення, провів опитування, запропонувавши читачам проголосувати за свої улюблені пісні, які були випущені для пісенного конкурсу Євробачення 2023 до 18 лютого 2023. Пісня «Mama ŠČ» посіла перше місце в опитуванні, яке набрало 31 437 голосів, з яких «Mama ŠČ» набрала 16 974 голоси, що становить близько 53,99 % від загальної кількості голосів.
В результаті Хорватія пройшла до фіналу, де виступить у другій половині.

## Чарти
| Чарт (2023)          | Найвища позиція |
| -------------------- | --------------- |
| Хорватія (Billboard) | 6               |
| Хорватія (HR Top 40) | 1               |